# Тойгомбаєв Джаманкул
Джаманкул Тойгомбайович Тойгомбаєв (1912, село Жол-Колот Пржевальського повіту Семиріченської області, тепер Джеті-Огузького району Іссик-Кульської області, Киргизстан — 22 листопада 1976, місто Фрунзе, тепер місто Бішкек, Киргизстан) — радянський державний діяч, секретар ЦК КП(б) Киргизії, 1-й секретар Тянь-Шаньського і Ошського обласних комітетів КП Киргизії. Депутат Верховної ради Киргизької РСР 2—8-го скликань. Депутат Верховної ради СРСР 3—4-го скликань.

## Біографія
Народився в бідній селянській родині. Трудову діяльність розпочав у 1922 році. У 1930 році закінчив Жол-Колотську сільську школу. З 1930 року працював робітником радгоспу «Сухий хребет» Тюпського району Киргизької АРСР.
Член ВКП(б) з 1932 року.
До 1933 року — агротехнік Теплоключенської машинно-тракторної станції Киргизької АРСР.
З 1933 по 1935 рік навчався у Фрунзенському комуністичному вузі (сільськогосподарській школі) Киргизької АРСР.
У 1935—1937 роках — завідувач відділу культури і пропаганди Кочкорського районного комітету КП(б) Киргизії; у 1937 році — 2-й секретар Кочкорського районного комітету КП(б) Киргизії.
У 1937—1938 роках — слухач Вищої школи пропагандистів при ЦК ВКП(б).
У 1938—1939 роках — викладач Інституту підвищення кваліфікації вчителів при Народному комісаріаті освіти Киргизької РСР.
У 1939—1941 роках — лектор Джалал-Абадського обласного комітету КП(б) Киргизії.
У 1941—1942 роках — 2-й, 1-й секретар Базар-Коргонського районного комітету КП(б) Киргизії Джалал-Абадської області.
У 1942—1944 роках — секретар Джалал-Абадського обласного комітету КП(б) Киргизії.
У 1944—1946 роках — слухач Вищої партійної школи при ЦК ВКП(б).
У 1946—1947 роках — 2-й секретар Тянь-Шаньського обласного комітету КП(б) Киргизії.
У грудні 1947 — квітні 1952 року — 1-й секретар Тянь-Шаньського обласного комітету КП(б) Киргизії.
24 квітня — 23 вересня 1952 року — секретар ЦК КП(б) Киргизії.
У вересні 1952 — серпні 1955 року — 1-й секретар Ошського обласного комітету КП Киргизії.
У серпні 1955 — 1956 року — уповноважений Міністерства заготівель СРСР по Киргизькій РСР.
У 1956—1959 роках — начальник Головного управління трудових резервів при Раді міністрів Киргизької РСР.
У 1959—1966 роках — начальник Головного управління професійно-технічної освіти при Раді міністрів Киргизької РСР.
У 1966 — 22 листопада 1976 року — голова Державного комітету Ради міністрів Киргизької РСР з професійно-технічної освіти.
Помер 22 листопада 1976 року.

## Нагороди
- орден Леніна
- орден Жовтневої Революції
- два ордени Трудового Червоного Прапора
- два ордени «Знак Пошани»
- медалі